# لورنزو سافادوري
لورنزو سافادوري (بالإيطالية: Lorenzo Savadori)‏ مواليد 4 أبريل 1993، هو متسابق دراجات نارية إيطالي. نافس في سباقات بطولة العالم لفئة 125 سي سي. كما شارك في بطولة العالم للسوبربايك.

## روابط خارجية
- لورنزو سافادوري على موقع MotoGP.com (الإنجليزية)
- لورنزو سافادوري على موقع WorldSBK.com (الإنجليزية)
- لورنزو سافادوري على موقع CONI honoured athlete website (الإيطالية)
- لورنزو سافادوري على موقع AS.com (الإسبانية)